# Reece Shearsmith
Reeson Wayne Shearsmith, detto Reece (Kingston upon Hull, 27 agosto 1969), è un comico, scrittore, illusionista e produttore televisivo britannico, noto principalmente come membro della League of Gentlemen, per la quale ha dato vita a più di 30 personaggi, insieme ai colleghi comici Steve Pemberton e Mark Gatiss ed allo sceneggiatore Jeremy Dyson.
È stato anche autore, scrittore e attore nella serie televisiva Psychoville, insieme allo stesso Pemberton.

## Biografia
Shearsmith ha studiato arte drammatica al Bretton Hall College, nel West Yorkshire, dove incontrò coloro che sarebbero diventati i suoi colleghi della League of Gentlemen.

## Carriera
La League of Gentlemen ha avuto inizio come spettacolo teatrale nel 1995, trasferito nel 1997 su BBC Radio 4 con il nome di On the Town with the League of Gentlemen. Nel 1999, poi, è diventato uno show televisivo su BBC Two che ha anche vinto un British Academy Television Award, un Royal Television Society Award e la prestigiosa Rosa d'Oro di Montreux.
L'attore è anche apparso in altri progetti comici, quali Max and Paddy's Road to Nowhere e Catterick di Vic Reeves e Bob Mortimer, nel quale ha interpretato l'antagonista pazzoide Tony. Shearsmith è apparso in due episodi della sitcom vincitrice di diversi premi Spaced, nella quale ha interpretato il soldato del Territorial Army ossessionato dai robot Dexter, inoltre ha avuto il ruolo del dottore paranoico Flynn nella sitcom di BBC Two TLC, scritta dal creatore di Anello debole Fintan Coyle. La sua abilità di sviluppare linguaggi incomprensibili per i suoi personaggi gli ha permesso di interpretare alcuni tra i ruoli più macabri, come quello di Papa Lazarou.
Da marzo 2006 a gennaio 2007, è apparso nella produzione del West End The Producers, nel ruolo di Leo Bloom.
Nel 2008 Shearsmith ha doppiato Ante nell'edizione inglese in DVD del film animato norvegese del 2006 Free Jimmy. Il suo personaggio è un robusto biker malvestito membro della gang "Lappish Mafia". Anche in questa opera è stato affiancato dai colleghi della League of Gentlemen Steve Pemberton e Mark Gatiss. I dialoghi sono stati scritti da Simon Pegg ed altri attori quali Woody Harrelson, che hanno tutti partecipato al doppiaggio.
Psychoville, trasmesso in televisione a giugno del 2009, ha segnato il ritorno dell'attore su BBC Two. Scritto a quattro mani da Shearsmith e dal collega della League of Gentlemen Steve Pemberton, la serie vede i due attori di nuovo insieme interpretare numerosi personaggi. Nel 2010 Shearsmith è apparso nella commedia nera di John Landis Ladri di cadaveri - Burke & Hare.
Nel 2010 Shearsmith ha interpretato il protagonista della produzione teatrale Ghost Stories, scritta e diretta dal collega Jeremy Dyson e dall'illusionista Andy Nyman.
Ad aprile del 2011 ha aperto nel West End il nuovo musical di Cameron Mackintosh, Betty Blue Eyes, nel quale l'attore ha interpretato il podologo Gilbert Chilvers, marito oppresso del personaggio di Sarah Lancashire.
A maggio del 2011 è stata trasmessa la seconda stagione di Psychoville, in cui Shearsmith e Pemberton hanno avuto ospiti del calibro di Imelda Staunton.
Nel 2012, l'attore ha partecipato alla sitcom Bad Sugar, scritta da Sam Bain e Jesse Armstrong, affiancato da Olivia Colman e Julia Davis.
A novembre 2013, infine, ha interpretato Patrick Troughton in un docu-drama scritto da Mark Gatiss sulla creazione della serie di culto Doctor Who, Un'avventura nello spazio e nel tempo.
Sempre per Doctor Who, nel 2015 ha interpretato il professor Gagan Rassmussen nella nona puntata della nona stagione delle serie, Più non dormirai (anch'essa scritta da Mark Gatiss).

## Vita privata
Shearsmith vive attualmente a North London con la moglie Jane, sposata il 14 febbraio 2001 ad Islington, e i due figli Holly e Danny. Holly ha fatto una comparsa nel primo episodio della prima stagione di Psychoville, nel ruolo della principessina che viene terrorizzata da Mr. Jelly durante la sua festa di compleanno.

## Filmografia

### Cinema
- P.R.O.B.E.: The Devil of Winterborne, regia di Bill Baggs (1995)
- Auton, regia di Nicholas Briggs (1997)
- Auton 2: Sentinel, regia di Nicholas Briggs (1998)
- L'amore dell'anno (This Year's Love), regia di David Kane (1999)
- Birthday Girl, regia di Jez Butterworth (2001)
- L'alba dei morti dementi (Shaun of the Dead), regia di Edgar Wright (2004)
- Guida galattica per autostoppisti (The Hitchhiker's Guide to the Galaxy), regia di Garth Jennings (2005)
- The League of Gentlemen's Apocalypse, regia di Steve Bendelack (2005)
- Slipp Jimmy fri, regia di Christopher Nielsen (2006)
- The Cottage, regia di Paul Andrew Williams (2008)
- Peacock Season, regia di Alan Freestone, Fergus March (2009)
- Ladri di cadaveri - Burke & Hare (Burke & Hare), regia di John Landis (2010)
- I disertori - A Field in England (A Field in England), regia di Ben Wheatley (2013)
- La fine del mondo (The World's End), regia di Edgar Wright (2013)
- High-Rise - La rivolta (High-Rise), regia di Ben Wheatley (2015)
- Borley Rectory, regia di Ashley Thorpe (2016)
- In the Earth, regia di Ben Wheatley (2021)
- Omicidio nel West End (See How They Run), regia di Tom George (2022)
- Saltburn, regia di Emerald Fennell (2023)

### Televisione
- London's Burning - serie TV, 1 episodio (1995)
- Alexei Sayle's Merry-Go-Round - serie TV, 1 episodio (1998)
- In the Red - serie TV, 3 episodi (1998)
- Lenny Goes to Town - serie TV, 1 episodio (1998)
- The League of Gentlemen - serie TV, 18 episodi (1999-2002)
- Spaced - serie TV, 2 episodi (2001)
- Randall & Hopkirk (Randall & Hopkirk (Deceased)) - serie TV, 1 episodio (2001)
- tlc - serie TV, 6 episodi (2002)
- Catterick - serie TV, 6 episodi (2004)
- The All Star Comedy Show, regia di Matt Lipsey - film TV (2004)
- Max & Paddy's Road to Nowhere - serie TV, 1 episodio (2004)
- The Abbey, regia di Jonny Campbell - film TV (2007)
- Miss Marple (Agatha Christie's Marple) - serie TV, episodio 3x02 (2007)
- Ladies and Gentlemen, regia di Becky Martin - film TV (2007)
- Christmas at the Riviera, regia di Mark Bussell, Justin Sbresni - film TV (2007)
- New Tricks - Nuove tracce per vecchie volpi (New Tricks) - serie TV, 1 episodio (2008)
- Coming Up - serie TV, 1 episodio (2008)
- Stitch Up Showdown - serie TV (2009)
- Mid Life Christmas, regia di Tony Dow - film TV (2009)
- Psychoville - serie TV, 14 episodi (2009-2011)
- The First Men in the Moon, regia di Damon Thomas - film TV (2010)
- The Bear, regia di Christine Gernon - film TV (2010)
- Eric & Ernie, regia di Jonny Campbell - film TV (2011)
- Squeamish! - serie TV (2011)
- The Hollow Crown - miniserie TV, 1 puntata (2012)
- Comedy Showcase - serie TV, 1 episodio (2012)
- Bad Sugar, regia di Ben Palmer - film TV (2012)
- Un'avventura nello spazio e nel tempo (An Adventure in Space and Time), regia di Terry McDonough - film TV (2013)
- Psychobitches - serie TV, 2 episodi (2013-2014)
- The Widower - miniserie TV, 3 puntate (2014)
- Chasing Shadows - miniserie TV, 4 puntate (2014)
- House of Fools - serie TV, 2 episodi (2014)
- Inside No. 9 - serie TV, 11 episodi (2014-in corso)
- Car Share - serie TV, 1 episodio (2015)
- Doctor Who - serie TV, 1 episodio (2015)
- Hunderby - serie TV, 2 episodi (2015)
- Galavant - serie TV, 1 episodio (2016)
- Stag - miniserie TV, 1 episodio (2016)
- Good Omens - miniserie TV, 1 episodio (2019)

## Videografia
- The League of Gentlemen: Live at Drury Lane, regia di Steve Bendelack (2001)
- The League of Gentlemen Are Behind You, regia di Steve Bendelack (2006)

## Doppiatori italiani
Nelle versioni in italiano delle opere in cui ha recitato, Reece Shearsmith è stato doppiato da:
- Alessandro Quarta in Doctor Who, Fondazione
- Andrea Lopez in Ladri di cadaveri - Burke & Hare
- Roberto Gammino ne La fine del mondo
- Giulio Pierotti in High Rise - La rivolta
- Stefano Alessandroni in Good Omens (ep. 1x03)
- Franco Mannella in Good Omens (st. 2)
- Francesco Pezzulli in Omicidio nel West End
- Massimo Bitossi in Saltburn
- Oreste Baldini ne Il problema dei 3 corpi

Da doppiatore è stato sostituito da:
- Riccardo Peroni ne Le avventure di Paddington
- Stefano Brusa in Wallace & Gromit - Le piume della vendetta